# 印度尼西亚驻上海总领事馆
印度尼西亚共和国驻上海总领事馆设立于中国上海市，是印度尼西亚与中华人民共和国复交后开设的第二个总领事馆。

## 历史沿革

### 第一次设馆
1950年4月13日，中国与印尼建交。1957年8月6日，印尼驻上海领事馆开馆，馆址位于中山东一路1号50室，领区为上海市及附近地区。1962年4月21日，领事馆迁往淮海中路1202号淮海公寓1104室。印尼驻华大使维约普拉诺托曾向中方说明：印尼驻沪领馆主要业务是贸易、航运。领事馆将注意研究两国商品输出入、双方船只直航等问题。而印尼领馆开馆后实际进行的领事业务不多。
1965年，苏哈托发动军事政变，制造反共屠杀，波及大量华人。两国关系急剧恶化，印尼领事馆于1965年12月1日闭馆，后两国断交。

### 第二次设馆
1990年8月，两国恢复外交关系正常化。2002年3月24日，中国与印尼就在上海市和广州市设立总领事馆达成协议。2012年3月15日开馆。COVID-19疫情发生前，领区内约有印尼公民约3000名，其中近1000名在上海。他们大部分是学生，也有在当地工作的人士。

## 领区
印尼驻上海总领事馆领区包括上海市、江苏省、浙江省、安徽省、江西省。  

## 历任馆长

### 第一次设馆
- 马英康（F.A.C.Maengkom）：1957年7月-1959年9月，领事
- 赛努丁·萨阿特（Z.Saad）：1959年9月-1961年5月，代理领事
- 嗄闸里·哈密（G.Hamid）：1964年4月-1964年11月，领事
- 哈桑·拉益夫（H.Raif）：1965年3月-1965年12月，代理领事

### 第二次设馆
- 艾克茜（Kenssy Dwi Ekaningsih）[7]：总领事
- 宁乔恩（Siti Nugraha Mauludiah）[8]：总领事
- 戴宁（Deny Wachyudi Kurnia）：2020年5月-2023年，总领事
- 邯伯盼（Berlianto Situngkir）[9][10]：2023年11月至今，总领事